# Takumi Itō
Pour les articles homonymes, voir Ito.
Takumi Itō est un joueur de shōgi professionnel japonais né le 10 octobre 2002 dans l'arrondissement Setagaya de Tokyo.

## Biographie et carrière
Takumi Itō est né en octobre 2022 à Setagaya (Tokyo).
Il est devenu professionnel avec un classement de 4e dan en octobre 2020.
Il remporta le tournoi Shinjin-O (tournoi des moins de 27 ans) en octobre 2021.
En août 2023, il bat Takuya Nagase 2 à 0 en finale du tournoi de sélection du challengeur (tournoi des candidats) du titre Ryuo. Grâce à se résultat, il est promu 7e dan à partir du 14 août 2023 et il obtient le droit de défier le jeune prodige Sōta Fujii pour le titre de Ryuo (roi dragon), qui est sa première finale d'un titre majeur de shogi. Le match a lieu en octobre et novembre 2023 et est remporté par Sōta Fujii (4 à 0).
Le 20 juin 2024, Itō bat Sōta Fujii pour remporter le match pour le titre du 9e Eiō (叡王) 3 parties à 2, mettant fin à la série de 22 victoires consécutives de Sōta Fujii dans les tournois majeurs.

## Palmarès

### Titres majeurs
| Titre | Victoires        | Victoires | Finales perdues |
| ----- | ---------------- | --------- | --------------- |
| Eiō   | 2023-24, 2024-25 | 2         |                 |
| Ryuo  |                  |           | 2023            |
| Kio   |                  |           | 2023            |
| Oza   |                  |           |                 |

### Titres secondaires
| Tournoi   | Victoires | Victoires |
| --------- | --------- | --------- |
| Shinjin-O | 2013      | 1         |